# بتمن: نقاب شبح
بتمن: نقاب شبح (انگلیسی: Batman: Mask of the Phantasm)، یا بتمن: فیلم پویانمایی: نقاب شبح (انگلیسی: Batman: The Animated Movie: Mask of the Phantasm)، فیلم پویانمایی رمانتیک ابرقهرمانی آمریکایی محصول سال ۱۹۹۳ براساس شخصیت دی‌سی کامیکس بتمن است. فیلم توسط بروس تیم و اریک رادومسکی کارگردانی و فیلمنامه آن توسط آلن برنت، پال دینی، مارتین پاسکو و مایکل ریوز نوشته شده‌است. فیلم براساس بتمن: مجموعه پویانمایی (۱۹۹۲–۱۹۹۵) ساخته شده‌است و نخستین فیلم سینمایی تولید شده توسط برادران وارنر انیمیشن و نخستین فیلم پویانمایی بلند تاریخ دی‌سی کامیکس می‌باشد که در سینما اکران شده‌است. کوین کانروی، مارک همیل، افرم زیمبالیست جونیور، باب هیستینگز و رابرت کوستانزو (که نقش‌های صوتی پیشین خود در بتمن: مجموعه پویانمایی را دوباره در این فیلم تکرار می‌کنند) به همراه دینا دلانی، هارت بوچنر، استیسی کیچ، ایب ویگودا، دیک میلر و جان پی. رایان صداپیشگان شخصیت‌های این فیلم هستند. داستان فیلم بین فصل‌های اول و دوم سریال رخ می‌دهد و در آن بتمن با معشوقه سابق خود، آندریا بومانت، روبرو می‌شود و در این حین سروکله یک نقابدار مرموز پیدا می‌شود که مشغول قتل رؤسای جنایتکاران شهر گاتهام است. داستان فیلم از داستان کمیک بتمن: سال دوم اثر مایک دبلیو بار الهام گرفته شده‌است، با این تفاوت که جای آنتاگونیست اصلی کمیک، ریپر، با آنتاگونیست جدیدی به نام شبح عوض شده‌است. فیلم همچنین الهام‌هایی از رمان گرافیکی بتمن: سال اول، در چگونگی تبدیل شدن بروس وین به بتمن و اولین فعالیت‌های او در مبارزه با جرم و جنایت، گرفته‌است.
برادران وارنر نقاب شبح، که در ابتدا قرار بود به صورت فیلم ویدئویی منتشر شود را در سینما اکران کرد و تولید آن در یک برنامه فشرده هشت‌ماهه انجام شد. این فیلم اولین فیلم بلند پویانمایی تولید شده توسط کمپانی برادران وارنر انیمیشن بود و از طریق بخش سرگرمی خانوادگی استودیو در ۲۵ دسامبر ۱۹۹۳ اکران شد و با نقدهای مثبت منتقدان، که سبک، صداپیشگی، داستان و موسیقی آن را تحسین کردند، روبرو شد. چندین سال پس از اکران نقاب شبح هواداران دو آتشه خود را پیدا کرد و استقبال از آن ادامه یافت. در سال ۲۰۱۱، مجله تایم آن را به عنوان یکی از ۱۰ فیلم برتر ابرقهرمانی تاکنون رتبه‌بندی کرد. در سال ۲۰۱۷، اسکرین رنت این فیلم را بهترین فیلم بتمن در تمام دوران‌ها معرفی کرد. در سال ۲۰۱۸، مجله پیست این فیلم را «برترین فیلم بتمن» نامید. در سال ۲۰۲۲، مجله امپایر آن را به عنوان بهترین فیلم بتمن معرفی کرد. همچنین در سال ۲۰۲۲، رولینگ استون نقاب شبح را در فهرست ۵۰ فیلم برتر ابرقهرمانی تمام‌دوران خود در رتبه ۱۹ قرار داد که تنها فیلم متحرک سنتی، سومین فیلم برتر پویانمایی ابرقهرمانی و دومین فیلم برتر بتمن، پس از شوالیه تاریکی (شماره هشت)، این لیست بود.
نقاب شبح، به دلیل تصمیم استدیو برای اکران فیلم در سینما طی زمانی کوتاه، در گیشه شکست خورد. اما پس از انتشار در رسانه‌های نمایش خانگی فروش خوبی کسب کرد. موفقیت مالی این فیلم منجر به ساخت انیمیشن‌های دیگری از بتمن (به صورت فیلم ویدئویی)، مانند بتمن و آقای فریز: زیر صفر (۱۹۹۸)، گردید. نقاب شبح، تا قبل از اکران محدود بتمن: جوک کشنده در سال ۲۰۱۶، تنها انیمیشن بتمن بود که اکران سینمایی شد و تا زمان اکران کامل فیلم لگو بتمن در سال ۲۰۱۷ تنها انیمیشن بتمن بود که اکران سینمایی کامل شد.

## داستان
بروس وین جوان و آندریا بومانت پس از ملاقات در حین بازدید از قبر والدین خود، رابطه عاشقانه خود را آغاز می‌کنند. در همان زمان، بروس اولین اقدامات خود را برای مبارزه با جرم و جنایت انجام می‌دهد، اما با وجود اینکه در خنثی کردن سرقت‌ها موفق می‌شود، از اینکه مجرمان از او نمی‌ترسند دلسرد است. بروس در مورد اینکه آیا به رابطه خود با آندریا متعهد شود یا از شهر گاتهام برای انتقام از قاتلان والدینش دفاع کند، دچار تعارض می‌شود، اما در نهایت به آندریا پیشنهاد ازدواج می‌دهد. آندریا می‌پذیرد، اما اندکی بعد به‌طور مرموزی گاتهام را با پدرش، کارل بومانت تاجر، ترک می‌کند و نامزدی‌اش با بروس را در نامه‌ای خداحافظی به او به پایان می‌رساند. بروس با دلشکستگی، لباس بتمن را بر تن می‌کند.
ده سال بعد، بتمن جلسه‌ای متشکل از روسای جنایتکاران گاتهام به رهبری چاکی سول را به هم می‌زند. هنگامی که سول سعی می‌کند با ماشین خود فرار کند، توسط یک نقابدار به نام «شبح»، از طریق از کنترل خارج کردن سرعت ماشین او که باعث تصادف مرگبار با یک ساختمان می‌شود، به قتل می‌رسد. بتمن در صحنه مشاهده می‌شود و گمان می‌رود که او سول را کشته‌است و آرتور ریوز، عضو شورای شهر، که فاسد و حقوق‌بگیر جنایتکاران شهر است، قول می‌دهد که او را دستگیر کند.
شبح گانگستر دیگری به نام باز برونسکی را در قبرستان گاتهام می‌کشد، و آنجا محافظان برونسکی شبح را می‌بینند و او را با بتمن اشتباه می‌گیرند. بتمن صحنه مرگ برونسکی را بررسی می‌کند و با آندریا روبرو می‌شود و ناخواسته هویت خود را برای او فاش می‌کند. بتمن شواهدی پیدا می‌کند که کارل بومانت را با سول، برونسکی و گانگستر سومی به نام سالواتوره والسترا مرتبط می‌کند، و بعداً عکسی از این چهار نفر با هم در خانه والسترا پیدا کرد. والسترا که اکنون سالخورده است، از اینکه بتمن بعداً به دنبال او خواهد آمد، از ریوز کمک می‌خواهد، اما ریوز دست رد به سینه او می‌زند. او با ناامیدی از جوکر کمک می‌خواهد.
شبح می‌رود تا والسترا را در عمارت خود بکشد، اما او را، در اثر قرار گرفتن در معرض سم جوکر، مرده می‌یابد. جوکر با دیدن شبح از طریق دوربین متوجه می‌شود که بتمن قاتل نیست و بمبی را که در عمارت کار گذاشته بود منفجر می‌کند. شبح از انفجار فرار می‌کند و توسط بتمن تعقیب می‌شود اما ناپدید می‌شود و بتمن در کمین پلیس‌ها قرار می‌گیرد اما با کمک آندریا از دستگیری نجات می‌یابد. او بعداً به بروس توضیح می‌دهد که پدرش پولی را از والسترا اختلاس کرده و مجبور به بازپرداخت آن شده‌است. سپس والسترا از او خواست که پول بیشتری بپردازد و کارل را مورد ضرب و شتم قرار داد که باعث شد او با آندریا مخفی شود. در حالی که بروس در حال بررسی از سرگیری رابطه خود با آندریا است، به این نتیجه می‌رسد که کارل بومانت شبح است و نگاهی دیگر به عکس با او و والسترا می‌اندازد و یکی از مردان والسترا را همان جوکر شناسایی می‌کند.
جوکر ریوز را برای دریافت اطلاعات تحت فشار قرار می‌دهد و معتقد است که او در پشت پرده شبح است تا ارتباطاتش با اوباش را پاک کند. او سپس ریوز را با سم خود مسموم و او را دیوانه می‌کند. ریوز به بیمارستان منتقل می‌شود و در آنجا توسط بتمن بازجویی می‌شود و اعتراف می‌کند که در حالی که قبلاً به عنوان حسابدار کارل کار می‌کرد به فرار بومانت‌ها کمک کرد، اما در ازای تأمین بودجه برای اولین کمپین انتخاباتی شورای شهر، محل زندگی‌شان را به والسترا گفت. هم بتمن و هم جوکر می‌فهمند که شبح آندریا است، که قصد دارد تا اوباش والسترا را به خاطر کشتن پدرش و نابود کردن آینده‌اش با بروس از بین ببرد.
آندریا جوکر، قاتل پدرش را تا مخفیگاهش در نمایشگاه جهانی متروکه گاتهام دنبال می‌کند. آنها با هم مبارزه می‌کنند اما بتمن، که از آندریا می‌خواهد دست از کارهای خود بردارد، مبارزه را قطع می‌کند اما فایده‌ای نداشت. جوکر آماده می‌شود تا نمایشگاه را منفجر کند اما توسط آندریا دستگیر می‌شود که هنگام انفجار مواد منفجره از بتمن خداحافظی می‌کند. بتمن از انفجار جان سالم به در می‌برد اما هیچ اثری از آندریا یا جوکر نمی‌یابد. بروس بعداً توسط آلفرد در غار خفاشی دلداری می‌شود و به او می‌گوید که نمی‌توانست به آندریا کمک کند. او در آنجا گردنبند آندریا را، که حاوی عکسی از آن‌ها بود، پیدا می‌کند. آندریای غمگین گاتهام را ترک می‌کند و بتمن غمگین، که از اتهامات وارده پاک شده‌است، مبارزه با جرم و جنایت را از سر می‌گیرد.

## صداپیشگان
- کوین کانروی در نقش بروس وین / بتمن
- مارک همیل در نقش جوکر
- دینا دلانی در نقش آندریا بومانت / شبح
  - صدای شبح نقاب دار توسط استیسی کیچ انجام شده‌است.
- هارت بوچنر در نقش آرتور ریوز
- استیسی کیچ در نقش کارل بومانت
- ایب ویگودا در نقش سال «ویزر» والسترا
- دیک میلر در نقش چاکی سول
- جان پی. رایان در نقش باز برونسکی
- افرم زیمبالیست جونیور در نقش آلفرد پنی‌ورث
- باب هیستینگز در نقش کمیسر جیمز گوردون
- رابرت کوستانزو در نقش کارآگاه هاروی بولاک
- جف بنیت صداپیشگی چند شخصیت فرعی مانند سارق اول و دوم، دوچرخه سوار، پلیس در هلیکوپتر، پلیس در رادیو، عضو تیم سوات و مسافر در کشتی را انجام می‌دهد.
- آرلین سورکین در نقش خانم بامبی، یکی از معشوقه‌های بروس (بدون ذکر نام)

## تولید

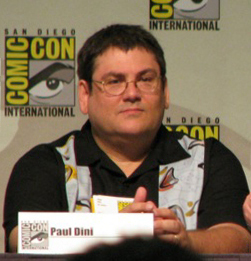
پال دینی

برادران وارنر که تحت تأثیر موفقیت فصل اول بتمن: مجموعه پویانمایی در فاکس قرار گرفته بودند، به آلن برنت مأموریت دادند تا داستانی برای یک فیلم انیمیشن بلند بنویسد. ایده اصلی فیلم این بود که بتمن توسط دشمنانش در تیمارستان آرکام دستگیر شود و با یک دادگاه پوشالی روبرو شود که در آن شرورها او را محاکمه می‌کنند تا آنها را آنچه که هستند بسازد. اما مفهوم این ایده «بیش از حد ذهنی» در نظر گرفته شد، زیرا نیاز بود بتمن برای مدت طولانی بی‌حرکت باشد، بنابراین این ایده بعداً در قسمت «محاکمه» سریال، که پس از اکران فیلم پخش شد، استفاده شد. اگرچه جوکر نقشی محوری در فیلم بازی می‌کند، اما قصد برنت این بود که داستانی را روایت کند که از دشمنان معمول سریال تلویزیونی فاصله بگیرد. برنت همچنین اشاره کرد که می‌خواست «با بروس یک داستان عاشقانه بسازد زیرا هیچ‌کس واقعاً آن را در مجموعه تلویزیونی انجام نداده بود. من داستانی می‌خواستم که به ذهن او برویم.» اعضای تیم خلاقیت مدعی شده‌اند که قصد نداشتند از جوکر در فیلم استفاده کنند. اما پال دینی این اظهارات را رد و بیان کرده‌است که نقش جوکر از ابتدای تولید فیلم همیشه بخشی از داستان بوده‌است. نویسندگان نمی‌خواستند ارتباطی با فیلم بتمن ساخته تیم برتون در سال ۱۹۸۹ داشته باشند بنابراین در قرار دادن جوکر در فیلم بسیار محطاط بودند، اما مایکل ریوز، نویسنده، گفت: «درنهایت متوجه شدیم که می‌توانیم ظاهر او را طوری در داستان به خدمت بگیریم که هرگز در لایو اکشن نمی‌توانستیم.» برای اینکه جوکر به عنوان یک تهدید انفرادی حفظ شود، بروس تیم و برنت، نویسنده مجموعه پویانمایی، دینی را متقاعد کردند که از هارلی کوئین در فیلم استفاده نکند. این تکنیک قبلاً در قسمت‌های «جوکر وحشی» و «راز عجیب بروس وین» استفاده شده بود.
مارتین پاسکو در نوشتن فیلمنامه به برنت کمک کرد و اکثر بخش‌های فلشبک را نوشت؛ ریوز، که اوج فیلم را نوشت، و دینی نیز «در اینجا و آنجا حفره‌ها را پر کرد». طرح فیلم تا حدی زیادی از مینی سری بتمن: سال دوم در سال ۱۹۸۷، نوشته مایک دبلیو بار و تصویرگری آلن دیویس، پل نیری، آلفردو آلکالا، مارک فارمر و تاد مک فارلین الهام گرفت. فیلم کلاسیک همشهری کین اورسن ولز محصول ۱۹۴۱ در خلق صحنه‌های فلشبک تأثیرگذار بوده‌است. برنت در نامگذاری شخصیت هیزل، ربات آشپز نمایشگاه جهان آینده، از نام هیزل خدمتکار (با بازی شرلی بوت، بازیگر برنده جایزه اسکار)، قهرمان سریال تلویزیونی هیزل، استفاده کرد. ۲۰ طراحی مختلف از شبح انجام گردید تا اینکه یکی از آنها که عوامل فیلم را متقاعد کرد. به گفته برنت، شبح مانند  دروگر مرگ با شنل بود، اما یکی از ایده‌ها این بود که او را شبیه شخصیت شبح کریسمس هنوز در راه است در رمان سرود کریسمس اثر چارلز دیکنز کنند،چیزی که حتی جوکر در فیلم به آن اشاره می‌کند.

"اساساً یک قسمت طولانی‌شده بود. ما سوار فیلمنامه شدیم و تمام طراحی‌هایمان را انجام دادیم و آن را به بیرون فرستادیم. ما با کیفیت بیشتری با آن برخورد می‌کردیم، اما در ابتدا آن را برای صفحه نمایش بزرگ در نظر نداشتیم."

—اریک رادومسکی در برادران وارنر' دربارهٔ تصمیم اکران در سینما
در اوایل تولید، برادران وارنر تصمیم گرفت که نقاب شبح را به‌جای فیلم ویدیوئی، به صورت سینمایی منتشر کند. کمتر از یک سال مهلت برای ساخت فیلم بود (با اینکه ساخت اکثر انیمیشن‌ها بیش از دو سال طول می‌کشد). با توجه به این تصمیم، انیماتورها به منظور تطبیق نسبت ابعاد نمایشی صفحه عریض، صحنه‌ها را مرور کردند. استودیو به خوبی همکاری کرد و به فیلمسازان کنترل خلاقانه زیادی داد.
برادران وارنر همچنین بودجه تولید را به شش میلیون دلار افزایش داد، که به فیلمسازان فرصت‌هایی برای صحنه‌های دقیق تر داد. دنباله عنوان آغازین یک پرواز از طریق یک شهر کاملاً کامپیوتری گاتهام را نشان می‌داد. به عنوان یک شوخی بصری، کوین آلتیری کارگردان سکانس اوج فیلم را در یک مدل مینیاتوری خودکار از شهر گاتهام قرار داد که در آن بتمن و جوکر مانند غول به نظر می‌آیند. این ادای احترامی بود به کتاب‌های مصور بتمن در دوران دیک اسپرنگ، که اغلب قهرمانی را در حال مبارزه با پس‌زمینه‌ای از وسایل غول‌پیکر نشان می‌داد (آنها بعداً ادای احترام دیگری به آثار اسپرنگ در قسمت «افسانه‌های شوالیه تاریکی» بتمن: مجموعه پویانمایی جدید انجام دادند). ساخت فیلم در عرض هشت ماه به پایان رسید.

## درون‌مایه
پال دینی هر یک از فلشبک‌های زندگی عاشقانه بتمن را اینگونه توصیف می‌کند: «زمانی که تو امیدواری اوضاع بهتر شود، همه چیز تمایل به بدتر شدن پیدا می‌کند.» رابطه بروس با آندریا، که در ابتدا نویدبخش است، در نهایت به آشفتگی تبدیل می‌شود. در ابتدا، بروس و آندریا برای ازدواج آماده می‌شوند، اما سپس به بروس یک یادداشت خداحافظی از آندریا داده می‌شود که رابطه آنها را قطع می‌کند. این در نهایت منجر به تصمیم بروس برای تبدیل شدن به بتمن می‌شود. ریچارد کورلیس از تایم احساس کرد که این صحنه با تصمیم آندریا برای انتقام گرفتن از والدین خود و رد عشق بروس، زمانی که پدرش به قتل رسیده‌است، شبیه است. هر دو رویداد دو نفر را متحول می‌کنند (بروس تبدیل به بتمن می‌شود و آندریا تبدیل به شبح). یکی از صحنه‌ها بروس وین را بر روی سنگ قبر والدینش نشان می‌دهد که می‌گوید: «من روی خوشحالی حساب نمی‌کردم.» به گفته ریوز، این صحنه قرار بود لحظه‌ای محوری در زندگی تراژیک بروس باشد، زیرا او فرصت زندگی عادی را از خود سلب می‌کند. ریوز همچنین اظهار داشت: «وقتی بروس برای اولین بار ماسک را می‌گذارد، [بعد از اینکه آندریا نامزدی آنها را به هم می‌زند] و آلفرد می‌گوید "خدای من!" او با وحشت واکنش نشان می‌دهد، زیرا او مردی را تماشا می‌کند که او از کودکی به او کمک کرده‌است، مردی که اجازه داده‌است میل به انتقام و قصاص زندگی‌اش را از بین ببرد، سرانجام ناگفتنی‌ها را در آغوش می‌گیرد.»

## موسیقی
موسیقی متن فیلم توسط شرلی واکر، آهنگساز اصلی سریال بتمن: مجموعه پویانمایی ساخته شده‌است. واکر این موسیقی متن را یکی از آهنگ‌های مورد علاقه خود در میان ساخته‌های خود نامید. واکر در مصاحبه‌ای با Cinemusic.com توضیح داد که اشعار "لاتین" استفاده شده در "Main Title" در واقع نام کارکنان کلیدی برادران وارنر است که از عقب خوانده می‌شوند. آهنگ "I Never Even Told You" توسط سیده گرت و گلن بالارد نوشته شده و توسط تیا کریر اجرا شد. هانس زیمر، که بعداً آهنگسازی سه‌گانه شوالیه تاریکی را انجام داد، سینث‌سایزر موسیقی را اجرا کرد.
این موسیقی ابتدا در ۱۴ دسامبر ۱۹۹۳ توسط رپریز رکوردز منتشر شد. در ۲۴ مارس ۲۰۰۹، لالالند رکوردز یک نسخه نفیس طولانی‌تر موسیقی متن فیلم را منتشر کرد. این نسخه شامل تمام آهنگ‌های موجود در نسخه اصلی با برخی از آهنگ‌های طولانی‌شده‌است. همچنین به دلیل داشتن تعدادی قطعه منتشر نشده قبلی ۳۰ دقیقه طولانی‌تر است.
| بتمن: نقاب شبح (موسیقی متن اصلی فیلم) | بتمن: نقاب شبح (موسیقی متن اصلی فیلم) | بتمن: نقاب شبح (موسیقی متن اصلی فیلم) | بتمن: نقاب شبح (موسیقی متن اصلی فیلم) | بتمن: نقاب شبح (موسیقی متن اصلی فیلم) |
| شماره                                 | نام                                   | نویسنده(ها)                           | خواننده                               | مدت                                   |
| ------------------------------------- | ------------------------------------- | ------------------------------------- | ------------------------------------- | ------------------------------------- |
| ۱.                                    | «Main Title»                          |                                       |                                       | ۱:۳۵                                  |
| ۲.                                    | «The Promise»                         |                                       |                                       | ۰:۴۶                                  |
| ۳.                                    | «Ski Mask Vigilante»                  |                                       |                                       | ۳:۰۶                                  |
| ۴.                                    | «Phantasm's Graveyard Murder»         |                                       |                                       | ۳:۴۳                                  |
| ۵.                                    | «First Love»                          |                                       |                                       | ۱:۳۵                                  |
| ۶.                                    | «The Big Chase»                       |                                       |                                       | ۵:۳۲                                  |
| ۷.                                    | «A Plea for Help»                     |                                       |                                       | ۱:۵۵                                  |
| ۸.                                    | «The Birth of Batman»                 |                                       |                                       | ۴:۱۷                                  |
| ۹.                                    | «Phantasm and Joker Fight»            |                                       |                                       | ۴:۰۵                                  |
| ۱۰.                                   | «Batman's Destiny»                    |                                       |                                       | ۳:۵۰                                  |
| ۱۱.                                   | «I Never Even Told You»               | Siedah Garrett and Glen Ballard       | Tia Carrere                           | ۴:۲۰                                  |

## بازاریابی
در دسامبر ۱۹۹۳، دو رمان از این فیلم منتشر شد. یکی رمانی برای خوانندگان جوان نوشته اندرو هلفر و دیگری رمانی بزرگسال محور نوشته گری گراول بود.
دی‌سی کامیکس اقتباسی از فیلم را به صورت کتاب کمیک منتشر کرد که توسط کلی پوکت نوشته و توسط مایک پاروبک طراحی شده بود. انتشار کمیک فیلم با انتشار نسخه وی‌اچ‌اس فیلم همراه شد. کنر، که قبلاً اسباب‌بازی‌هایی را برای این مجموعه کارتونی منتشر کرده بود، چندین اسباب بازی مرتبط برای فیلم، از جمله جوکر و شبح تولید کرد. شبح در این اسباب بازی‌ها بدون ماسک بود و این باعث شد مهم‌ترین نقطه فیلم افشا شود. بتمن و رابین ماجراجویی‌های سالانه شماره ۱: سایه شبح دنباله کمیک این فیلم است که توسط دینی نوشته شد و در سال ۱۹۹۶ منتشر شد. در سال ۲۰۱۵، دی‌سی کلکسیونز دو پک اکشن فیگور، شامل بتمن و شبح، عرضه کرد.

## گیشه
بتمن: نقاب شبح در روز کریسمس سال ۱۹۹۳ در ایالات متحده در ۱۵۰۶ سینما اکران شد و در دو روز اول اکران خود ۱٬۱۸۹٬۹۷۵ دلار فروش کرد. مجموع فروش داخلی این فیلم در گیشه به ۵٬۷۹۵٬۵۲۴ دلار رسید. سازندگان فیلم، برادران وارنر را به خاطر بازاریابی ناموفق، که معمولاً دلیل اصلی آن را تصمیم لحظه آخری استودیو مبنی بر اکران این فیلم در سینما که باعث عجله در روند ساخت فیلم شد می‌دانند، مقصر دانستند. با وجود این، نقاب شبح در نهایت با انتشار در رسانه‌های نمایش خانگی مختلف فروش خوبی کسب کرد.

## بازخورد

### بازخورد انتقادی
نقاب شبح احتمالاً بهترین فیلم بتمن است که تا حالا ساخته شده‌است. مطمئناً بهترین داستان را دارد… آن فیلم همیشه در مقابل زمان ایستاده‌است و گواهی بر کیفیت نمایشی است که بروس (تیم) در سال ۱۹۹۲ راه اندازی کرد.

—تهیه‌کننده مایکل اوسلان
بتمن: نقاب شبح به‌طور کلی نقدهای مثبتی از منتقدان دریافت کرد. طبق گزارش وب سایت جمع‌آوری نقد راتن تومیتوز، ۸۶ درصد از منتقدان بر اساس ۳۵ نقد، با میانگین امتیاز ۷٫۲/۱۰، به فیلم نقد مثبت داده‌اند. اجماع منتقدان سایت چنین می‌گوید: «بتمن: نقاب شبح، شیک و با احترام به منبع اصلی، جایی که بسیاری از اقتباس‌های لایو اکشن بتمن شکست خورده‌اند، موفق می‌شود.» امپایر آن را بهترین انیمیشن سال ۱۹۹۳ نامید و احساس کرد که حاوی داستان‌های بهتری نسبت به بتمن و بازگشت بتمن تیم برتون است. مجله راهنمای تلویزیون تحت تأثیر طراحی ارائه شده نوآر آرت دکو قرار گرفت. علاوه بر این، اوج فیلم و فرار بتمن از اداره پلیس شهر گاتهام به عنوان سکانس‌های اکشن استادانه در نظر گرفته شد. ریچارد هرینگتون از واشینگتن پست با جنبه‌های کلی که شامل انیمیشن، طراحی، دیالوگ و خط داستانی و همچنین موسیقی فیلم شرلی واکر بود، موافق بود. جین سیسکل و راجر ایبرت از اینکه فیلم را در طول اکران در سینما ندیده‌اند پشیمان شدند و در سریال تلویزیونی خود، در فیلم‌ها، زمانی که فیلم در رسانه‌های خانگی منتشر شد، نقد مثبتی به آن دادند و سیکل احساس کرد که نقاب شبح بهتر از بازگشت بتمن و بتمن برای همیشه و فقط کمی پایین‌تر از بتمن است.
با این حال، استفان هولدن از نیویورک تایمز فکر می‌کرد که صداپیشگی فیلم «مسطح و یک بعدی» بود. کریس هیکس از دزرت نیوز احساس کرد «تصویر تا مرحله سوم زنده نشد» و انیماتورها جلوه‌های بصری را قربانی خط داستانی کرده‌اند. علاوه بر این، او احساس کرد که جوکر مارک همیل «نمایش را دزدیده‌است.» لئونارد کلادی از ورایتی واکنش‌های متفاوتی نسبت به فیلم داشت، اما نقد او در کل منفی بود. او احساس کرد مضامین کلی و پیام اخلاقی فیلم کلیشه‌ای بود.
اسکات تیل از وایرد در سال ۲۰۰۹ کوین کانروی را «بهترین بتمن تاریخ» نامید. در فهرستی در سال ۲۰۱۰، ای‌جی‌ان نقاب شبح را به عنوان بیست و پنجمین فیلم انیمیشنی برتر تمام دوران رتبه‌بندی کرد. در همان سال، ای‌جی‌ان همچنین اعلام کرد که این فیلم «بهترین داستان شوالیه تاریکی روی پرده نقره‌ای» تا زمان بتمن آغاز می‌کند بود. در سال ۲۰۱۱، توتال فیلم همچنین نقاب شبح را به عنوان یکی از بهترین انیمیشن‌های تمام دوران معرفی کرد و آن را در رتبه ۴۷ از ۵۰ قرار داد. تایم در سال ۲۰۱۱، نقاب شبح را به عنوان یکی از ۱۰ فیلم برتر ابرقهرمانی تاریخ معرفی کرد. در سال ۲۰۱۷، اسکرین رنت این فیلم را به عنوان بهترین فیلم بتمن در تمام دوران‌ها معرفی کرد. در سال ۲۰۱۸، مجله پیست این فیلم را «بزرگ‌ترین فیلم بتمن» نامید. در سال ۲۰۲۲، مجله امپایر نقاب شبح را به عنوان بهترین فیلم بتمن معرفی کرد. همچنین در سال ۲۰۲۲، نزدیک به ۳۰ سال پس از اکران، رولینگ استون نقاب شبح را در فهرست ۵۰ فیلم برتر ابرقهرمانی تمام دوران خود در رتبه ۱۹ قرار داد که تنها فیلم متحرک سنتی، سومین فیلم برتر پویانمایی ابرقهرمانی و دومین فیلم برتر بتمن، پس از شوالیه تاریکی (شماره هشت)، این لیست بود.
نقاب شبح به‌عنوان نمونه‌ای از فیلمی ذکر شد که به‌طور مؤثر به رابرت پتینسون، بازیگر بتمن در فیلم بتمن (۲۰۲۲) مت ریوز، در به تصویر کشیدن «حباب درونی» و روان این شخصیت کمک کرد.
به مناسبت بیستمین سالگرد ساخت فیلم، نمایش فیلم با حضور کوین کانروی، دینا دلانی و مارک همیل در سانتا مونیکا برگزار شد. به مناسبت بیست و پنجمین سالگرد ساخت این فیلم، فاتوم ایونتس فیلم را برای یک روز در ۱۲ نوامبر ۲۰۱۸ دوباره اکران کرد.

### جوایز
نقاب شبح، در کنار شیرشاه و کابوس پیش از کریسمس، نامزد دریافت جایزه آنی در بخش بهترین انیمیشن بلند شد، اما در رقابت با شیرشاه شکست خورد.

## نمایش خانگی
نقاب شبح در آوریل ۱۹۹۴ بر روی لیزردیسک و در مه همان سال بر روی وی‌اچ‌اس منتشر شد. وی‌اچ‌اس این فیلم در آوریل ۲۰۰۳، به عنوان بخشی از یک پک سه فیلمی به همراه بتمن و آقای فریز: زیر صفر و بتمن ماورایی: بازگشت جوکر، دوباره منتشر شد. نقاب شبح در دسامبر ۱۹۹۹ بر روی دی‌وی‌دی با بسته‌بندی اسنپ کیس و در اکتبر ۲۰۰۵ با بسته‌بندی کیپ کیس منتشر شد. این فیلم در آوریل ۲۰۰۴ بر روی یک جعبه دی‌وی‌دی با سه دیسک که شامل زیر صفر و بازگشت جوکر بود، باری دیگر منتشر شد. این نسخه در حال حاضر دیگه منتشر نشده‌است. وارنر هوم ویدیو فیلم را با زیر صفر دوباره در فوریه ۲۰۰۸ بر روی یک دی‌وی‌دی دو فیلمی منتشر کرد.
این فیلم به عنوان بخشی از مجموعه آرشیو وارنر در ۲۵ ژوئیه ۲۰۱۷ به صورت بلوری با وضوح‌بالای جدید و ارائه نسبت تصویر ۱۶:۹ و ۴:۳ مات باز منتشر شد. این فیلم در اواخر سال ۲۰۱۸ در نسخه بلو-ری بتمن: مجموعه پویانمایی کامل نیز قرار گرفت.